# Димарко, Федерико
Федерико Димарко (итал. Federico Dimarco; род. 10 ноября 1997[…], Милан) — итальянский футболист, защитник клуба «Интернационале» и сборной Италии. Участник чемпионата Европы 2024.

## Карьера
Димарко является воспитанником миланского футбольного клуба «Интернационале». В сезоне 2013/2014 он начал привлекаться к играм молодёжного состава. 11 декабря 2014 года Димарко дебютировал за основной состав, заменив Данило Д’Амброзио на 84-й минуте матча против агдамского «Карабаха» (0:0) в групповом турнире Лиги Европы. Во второй половине сезона 2014/2015 он регулярно включался в заявку на матчи «Интера» в качестве запасного. 31 мая 2015 года Димарко дебютировал в Серии A, выйдя на 89-й минуте на замену вместо Родриго Паласио в матче против «Эмполи» (4:3). 27 января 2016 года футболист был отдан в аренду до конца сезона клубу итальянской Серии B «Асколи». 6 февраля Димарко дебютировал в новой команде, выйдя в стартовом составе на матч с «Латиной». 9 июля 2018 года был арендован «Пармой». 15 сентября забил первый гол в ворота «Интера».
В 2012 году Димарко играл за сборные Италии среди игроков до 15, 16 и 17 лет. В составе сборной до 17 лет он в 2013 году стал серебряным призёром чемпионата Европы и участвовал в чемпионате мира, на обоих турнирах был основным игроком. В 2014 году Димарко вновь играл со сборной на чемпионате Европы среди игроков до 17 лет. Вместе со сборной Италии среди юношей до 19 лет он выступал на чемпионатах Европы 2014 и 2015 годов.

## Достижения
«Интернационале»
- Чемпион Италии: 2023/24
- Обладатель Кубка Италии (2): 2021/22, 2022/23
- Обладатель Суперкубка Италии (2): 2021, 2022
- Финалист Лиги чемпионов УЕФА (2): 2022/23, 2024/25